# Neckertal
Neckertal es una comuna suiza del cantón de San Galo, ubicada en el distrito de Toggenburgo. Limita al norte con la comuna de Lütisburg, al noreste con Degersheim, al sureste con Schwellbrunn (AR) y Schönengrund (AR), al sur con Hemberg, al suroeste con Wattwil, y al oeste con Oberhelfenschwil y Ganterschwil.
La comuna es el resultado de la fusión el 1 de enero de 2009 de las comunas de Brunnadern, Sankt Peterzell y Mogelsberg.